# نصر بن سعيد
نصر بن سعيد هو ابن القايد سعيد بن نصر، ولد بقبلي عام 1887، وتوفي بتونس العاصمة عام 1973. كان أول تونسي يدرس بمدرسة سان سير الحربية الفرنسية حيث دخلها عام 1911، وتخرج منها ضابطا ليلتحق بجبهات القتال في صفوف الجيش الفرنسي خلال الحرب العالمية الأولى. ثم اشتغل بين 1922 و1947 قايدا بعدد من مناطق البلاد التونسية، ومن أهمها قفصة والقيروان وصفاقس.
- يحسب له أنه ساعد على ظهور الحركة النقابية التونسية المستقلة التي أسسها فرحات حشاد بصفاقس عام 1944. كما يحسب له أنه أسس جمعية لرفع الأمية تعمل في المناطق البدوية والريفية وقد أسست العديد من المدارس داخل البلاد.
- عين في أوت 1954 وزيرا للتعمير والإسكان في الحكومة التفاوضية التي ترأسها الطاهر بن عمار والتي عهد إليها الوصول بالبلاد إلى الاستقلال الداخلي.
- تزوج من ابنه الجنرال محمد بالخوجة الذي يعتبر أحد رجالات الدولة في عهد الحماية.